# Aspilia clausseniana
Aspilia clausseniana é uma espécie de  planta do gênero Aspilia e da família Asteraceae.

## Taxonomia
A espécie foi descrita em 1884 por John Gilbert Baker.

## Forma de vida
É uma espécie terrícola, arbustiva e subarbustiva.

## Conservação
A espécie faz parte da Lista Vermelha das espécies ameaçadas do estado do Espírito Santo, no sudeste do Brasil. A lista foi publicada em 13 de junho de 2005 por intermédio do decreto estadual nº 1.499-R.

## Distribuição
A espécie é endêmica do Brasil e encontrada nos estados brasileiros de Minas Gerais, Mato Grosso do Sul, Paraná, Rio de Janeiro e São Paulo.
A espécie é encontrada nos  domínios fitogeográficos de Cerrado e Mata Atlântica, em regiões com vegetação de áreas antrópicas, cerrado e mata ciliar.